# San Pietro Val Lemina
San Pietro Val Lemina es una comune italiana de la ciudad metropolitana de Turín, en Piamonte. Tiene una población estimada, a fines de octubre de 2021, de 1434 habitantes.

## Evolución demográfica
| Gráfica de evolución demográfica de San Pietro Val Lemina entre 1861 y 2021 |
|                                                                             |
| Fuente ISTAT - elaboración gráfica de Wikipedia                             |